# Knapplås
Knapplås är en funktion på mobiltelefoner eller trådlösa telefoner som avaktiverar knapparna för att förhindra att telefonens funktioner oavsiktligt används.
De allra första mobiltelefonerna som kom på 1980-talet saknade knapplås, troligtvis på grund av deras storlek då de inte direkt rymdes i fickan, sen när mobilerna blev mindre på 1990-talet så infördes knapplås på de mobiler som inte var hopfällbara, alla moderna mobiler har knapplås och de knappar som aktiverar det är olika för olika tillverkare.